# Eliomar Correia Silva
Eliomar Correia Silva (Salvador da Bahia, 1988. március 16. –) brazil labdarúgó, jelenleg a FK Partizan játékosa, de kölcsönben a Kecskeméten játszik.Posztját tekintve középpályás.

## Pályafutása
Korán Szerbiába került, 20 évesen a Javor Ivanjica labdarúgója lett.
2013 telén leigazolta a Partizán Belgrád.
2013 nyarán 1 évre érkezett, kölcsönben Kecskemétre, folyamatos játéklehetőség céljából. Első magyar élvonalbeli gólját, az 1. fordulóban a Honvéd ellen szerezte, egy fejesből.

## Sikerei, díjai
Szerb bajnok (2012-2013)

## Külső hivatkozások
- Mlsz.hu profil
- adatlap a transfermarkt.co.uk oldalán
- profil a kecskemetite.hu oldalon